# Giovanni Zucchi
Giovanni Zucchi (Mandello del Lario, 1931. augusztus 14. – 2021. január 19.) Európa-bajnok, olimpiai bronzérmes olasz evezős.

## Pályafutása
Három olimpián vett részt. Az 1956-os melbourne-i olimpián és az 1964-es tokiói játékokon kormányos nélküli négyesben indult. Negyedik illetve ötödik helyezést ért el társaival. Az 1960-as római olimpián kormányos négyesben indult Fulvio Balattivel, Romano Sgheizzel, Franco Trincavellivel, Ivo Stefanonival és bronzérmet szereztek. Az Egyesült Német és a francia csapat mögött. 1954 és 1964 között az Európa-bajnokságokon öt arany-, egy-egy ezüst- és bronzérmet szerzett.

## Sikerei, díjai
- Olimpiai játékok – kormányos négyes
  - bronzérmes: 1960, Róma
- Európa-bajnokság
  - aranyérmes (5): 1954, 1956 (kormányos nélküli négyes), 1957, 1958, 1961 (nyolcas)
  - ezüstérmes: 1963 (kormányos nélküli négyes)
  - bronzérmes: 1964 (kormányos nélküli négyes)